# 埃尔德塔尔
埃尔德塔尔（德語：Eldetal）是德国梅克伦堡-前波美拉尼亚州的市镇，隶属于梅克伦堡湖区县，总面积为71.82平方千米，截至2020年总人口为907人。